# Réserve naturelle d'Agusalu
La réserve naturelle d'Agusalu est une réserve naturelle située dans l'est de l'Estonie, dans le comté d'Ida-Viru. 
La réserve naturelle englobe une partie d'une vaste zone de zones humides et le paysage est dominé par des tourbières ; mais c'est aussi l'emplacement du seul système de dunes continentales de sable en Estonie, recouvert de forêts anciennes rares. La zone est traditionnellement difficile d'accès et les traces de l'influence humaine sont donc très limitées. Il a même servi de refuge aux populations locales en temps de guerre. L'exploitation du schiste bitumineux à proximité, ainsi que l'intensification de la coupe forestière, sont aujourd'hui les principales menaces pour l'environnement unique de la région,.

## Faune et flore
La région abrite un certain nombre d'espèces rares ou protégées. De la faune, le loup gris et le lynx eurasien peuvent être mentionnés, ainsi que plusieurs oiseaux - il s'agit de la zone de nidification la plus importante en Estonie pour le chevalier gambette et refuge à la fois de l'aigle à queue blanche et de l'aigle royal. Les espèces végétales comprennent des orchidées inhabituelles,.
Aujourd'hui, la zone est équipée d'une piste cyclable et d'autres installations pour les visiteurs.  